# David Smith Monson

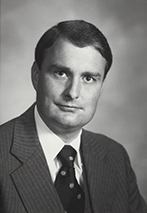
David Smith Monson

David Smith Monson (* 20. Juni 1945 in Salt Lake City, Utah) ist ein ehemaliger US-amerikanischer Politiker (Republikanische Partei). Er vertrat den Bundesstaat Utah im US-Repräsentantenhaus und war dessen Vizegouverneur.
Nach dem Besuch der öffentlichen Schulen machte David Monson 1970 seinen Bachelor-Abschluss an der University of Utah. Zu diesem Zeitpunkt war er bereits Mitglied der Air National Guard von Utah, in der er bis 1973 als Sergeant diente. Später legte er das Examen als Certified Public Accountant ab.
1972 wurde Monson als oberster Rechnungsprüfer (State auditor) in die Regierung von Utah gewählt; damit war er einer von nur zwei Republikanern, die in diesem von den Demokraten dominierten Jahr ein Amt auf Staatsebene erringen konnten. Nachdem seine auf vier Jahre beschränkte Amtszeit abgelaufen war, bewarb er sich um den Posten des Vizegouverneurs von Utah. Mit 275.605 Stimmen setzte er sich gegen den Demokraten David L. Duncan (210.801 Stimmen) durch. 1980 entschied er die Wiederwahl gegen Moroni Jensen mit 132.000 Stimmen Vorsprung für sich.
Im Jahr 1984 kandidierte Monson dann für einen Sitz im Repräsentantenhaus in Washington. Das Wahlergebnis gegen die ehemalige demokratische Staatssenatorin Frances Farley fiel knapp aus; mit 496 Stimmen Vorsprung gewann Monson letztlich. Nach einer Amtsperiode im Kongress trat er 1986 nicht zur Wiederwahl an; einen solchen Fall hatte es in Utah seit Jahrzehnten nicht gegeben. Grund war die fehlende Unterstützung aus der eigenen Partei, die ihn intern als schwachen Kandidaten einstufte. Der für ihn aufgestellte Tom Shimizu verlor deutlich gegen den Demokraten Wayne Owens.
Monson zog sich danach aus der Politik zurück und konzentrierte sich auf seine berufliche Tätigkeit im Rechnungswesen.